# Manípul
|  | Aquest article tracta sobre una unitat de la legió romana. Si cerqueu un ornament litúrgic, vegeu «Manípul (ornament)». |

El manípul o maniple, en llatí manipulus, va ser una unitat de la legió romana. En parlen Titus Livi i Vegeci. La feblesa de l'organització militar romana es va posar de manifest l'any 387 aC, amb motiu de la presa i saqueig de Roma per part dels gals dirigits per Brennus, on l'exèrcit estava ordenat en falanges segons el model grec. Els etruscos i els llatins lluitaven utilitzant els hoplites disposats en falanges, un esquema que els romans van heretar. Però aquesta forma de lluita estava mal adaptada als terrenys accidentats, com el Samni i durant les guerres samnites els romans van abandonar la falange per un model més flexible, organitzant els maniples, sovint qualificats de «falanges articulades».
Cada manípul constava d'un total de 160 infants, després de la reforma cap a l'any 100 aC del cònsol Gai Mari que va professionalitzar l'exèrcit. Cada un d'ells tenia al seu torn dues centúries de 80 homes cadascuna. Cinc manípuls formaven una cohort de 800 homes. El manípul romà venia a equiparar-se a una companyia d'infanteria actual.